# Cozy Falls
Die Cozy Falls (Jetwin/La Haut River, dt.: „Lauschiger Wasserfall“) sind ein kleiner Wasserfall auf der Karibikinsel St. Lucia. 

## Geographie
Der Wasserfall ist einer aus einer ganzen Reihe von Kaskaden, die am Oberlauf, in der Schlucht des Piaye River liegen. Er ist eines der Wanderziele im Grenzgebiet der Quarter (Distrikte) Choiseul und Laborie. Er liegt auf einer Höhe von ca. 180 m. Oberhalb, an verschiedenen Quellbächen des Piaye River finden sich die Wasserfälle La Haut Waterfall, Darban Highfalls und Darban Three Waterfalls.